# Лавр благородний (Чернівці)
Лавр благоро́дний — ботанічна пам'ятка природи місцевого значення в Україні. Розташована в межах міста Чернівці, вулиця Чернишевського, 50-б. 
Площа 0,01 га. Статус надано згідно з рішенням виконавчого комітету Чернівецької обласної ради народних депутатів від 17 жовтня 1984 року № 216. 
Статус надано з метою збереження одного екземпляра лавра благородного (Laurus nobilis), який росте у відкритому ґрунті, що для Північної Буковини є унікальним явищем. Рослина вирощена завдяки старанням відомого природолюба і селекціонера Олега Васильовича Гіндича.